# دریاچه نازیک
دریاچه نازیک (ترکی استانبولی: Nazik) یک دریاچه در استان بیتلیس کشور ترکیه است.